# Doghouse
Pour plus de détails, voir Fiche technique et Distribution.
Doghouse est un film britannique de Jake West, sorti en 2009.

## Synopsis
Venus passer deux jours tranquilles dans un petit village, sept amis découvrent que toutes les femmes ont été contaminées par un virus qui a transformé les braves villageoises en zombies intelligents, féroces et assoiffés de sang. Ils doivent donc lutter pour leur survie.

## Fiche technique
- Titre : Doghouse
- Réalisation : Jake West
- Scénario : Dan Schaffer
- Producteur : Mike Loveday
- Musique : Richard Wells
- Image : Ali Asad
- Montage : Julian Gilbey, Will Gilbey et Jake West
- Distribution des rôles : Jane Frisby
- Création des décors : Matthew Button
- Direction artistique : Peter Arnold et Daniela Faggio
- Décorateur de plateau : Francesca Mauri
- Création des costumes : Hayley Nebauer
- Pays :  Royaume-Uni
- Durée : 89 minutes
- Genre : Comédie horrifique, science-fiction
- Dates de sorties :
  - Royaume-Uni : 12 juin 2009
  - France : 20 juillet 2010 (DVD)

## Distribution
- Danny Dyer (VFB : Bruno Mullenaerts) : Neil
- Noel Clarke (VFB : Antoni Lo Presti) : Mikey
- Lee Ingleby (VFB : Alessandro Bevilacqua) : Matt
- Keith-Lee Castle (VFB : Philippe Résimont) : Patrick
- Emil Marwa (VFB : Tony Beck) : Graham
- Neil Maskell : Banksy
- Stephen Graham (VFB : Pierre Lognay) : Vince
- Christina Cole : "Candy"
- Terry Stone (VFB : Jean-Michel Vovk) :  Sergeant Gavin Wright
- Nicola Jane Reading : the Witch
- Jenna Goodwin : Dorothy Perkins
- Emily Booth : The Snipper
- Tree Carr : Julie

## Autour du film
- Doghouse est sorti directement en vidéo en France.